# Meistratzheim
Meistratzheim é uma comuna francesa na região administrativa de Grande Leste, no departamento Baixo Reno. Estende-se por uma área de 12,81 km². Em 2010 a comuna tinha 1 519 habitantes (densidade: 118,6 hab./km²).